# Törökkoppány
Törökkoppány é um município da Hungria, situado no condado de Somogy. Tem 25,8 km² de área e sua população em 2019 foi estimada em 432 habitantes.